# Bipes canaliculatus
Espèce
Synonymes
- Lacerta lumbricoides Shaw, 1795
- Lacerta mexicana Donndorf, 1798
- Lacerta sulcata Suckow, 1798
- Chamaesaura propus Schneider, 1801
- Chirotes caniculatus (Bonnaterre, 1789)
- Bipes alvarezi Smith & Smith, 1977

Statut de conservation UICN

 LC  : Préoccupation mineure
Bipes canaliculatus est une espèce d'amphisbènes de la famille des Bipedidae.

## Répartition
Cette espèce est endémique du Mexique. Elle se rencontre dans les États du Guerrero, du Morelos et du Michoacán.

## Liste des sous-espèces
Selon The Reptile Database (14 mai 2014) :
- Bipes canaliculatus canaliculatus Bonnaterre, 1789
- Bipes canaliculatus multiannulatus Alvarez, 1966

## Publications originales
- Alvares, 1966 : Variacion y descipcion de una subespecie de Bipes canaliculatus (Reptilia: Squamata) de Michoacan, Mexico. Anales de la Escuela Nacional de Ciencias Biologicas Mexico, vol. 13, no 1-4, p. 145-152.
- Bonnaterre, 1789 : Tableau encyclopédique et méthodique des trois règnes de la nature, Erpétologie.